# CBS Radio
CBS Radio, früher Infinity Broadcasting Corporation, war ein US-amerikanisches Medienunternehmen und die Radiosparte des CBS-Konzerns. Nach iHeart Media und Cumulus Media war CBS Radio zeitweise der drittgrößte Eigentümer und Betreiber von Radiosendern in den USA. CBS Radio besaß zuletzt 117 Radiostationen auf 26 Radiomärkten der USA. Wöchentlich wurden um die 70 Millionen Hörer erreicht. Im Zuge des Börsengangs des Mutterkonzerns verkaufte er seine Radiosparte im Februar 2017 an den Konkurrenten Entercom; die komplette Übernahme der Stationen erfolgte im November 2017.

## Geschichte

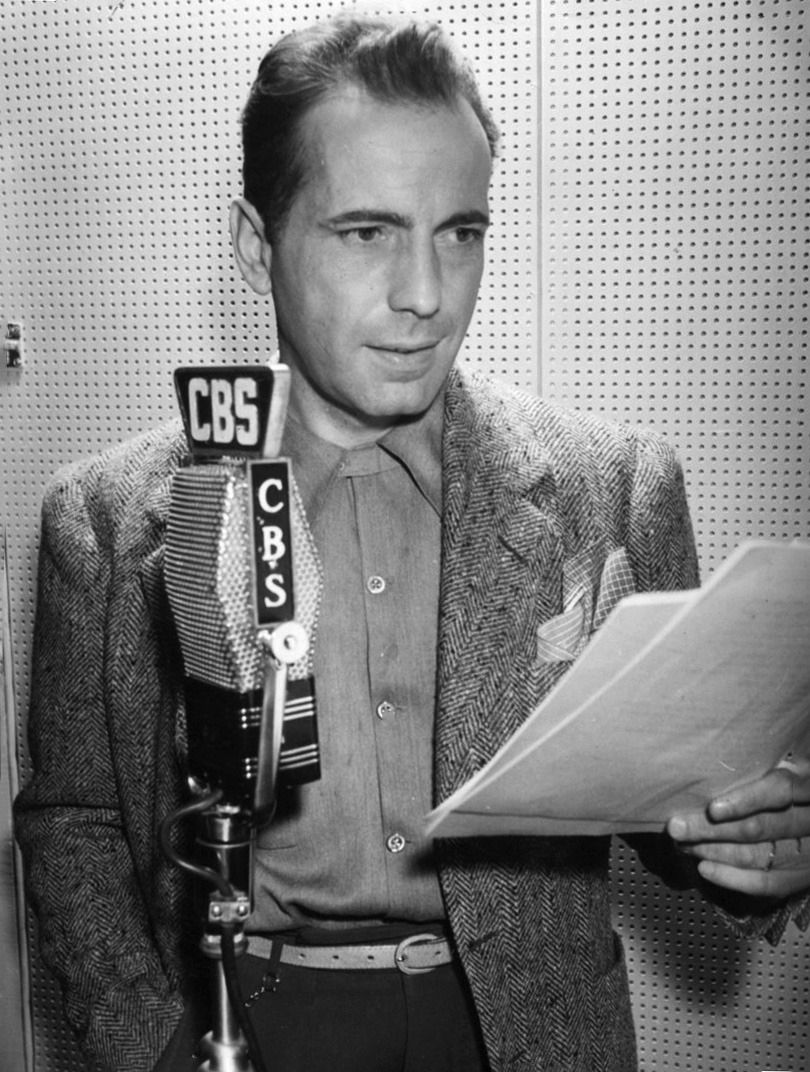
Humphrey Bogart 1945 vor dem WCCO-CBS Mikrofon

Die Anfänge des CBS-Konzerns gehen auf das Jahr 1927 zurück. Die Radiosparte ist eine der ältesten Radiounternehmen des Landes.
CBS war lange der wichtigste Nachrichtenlieferant im US-Radio. Während des Zweiten Weltkrieges berichteten CBS-Korrespondenten von den Kriegsschauplätzen. Edward R. Murrow berichtete live aus London von den deutschen Luftangriffen auf die Stadt.
Im Jahre 1995 kaufte Westinghouse das CBS-Netzwerk und erweiterte es zwei Jahre später massiv durch den Zukauf von Infinity Broadcasting. Infinity Broadcasting fusionierte 1997 mit dem TV-Network CBS und war bis Ende 2005, als Teil von CBS, eine Tochtergesellschaft des Medienkonzerns Viacom. Mit der Aufteilung von Viacom in zwei Konzerne gehört seit dem 1. Januar 2006 die Infinity Broadcasting Corporation, unter dem neuen Namen CBS Radio zur CBS Corporation.
Lange übertrug CBS Radio und damit die CBS-Radiostationen das Endspiel der NFL, den Super Bowl. Mittlerweile hält der Content-Syndication Anbieter Westwood One des Cumulus Media Konzerns die Rechte.
2014 tauschte CBS 14 seiner Radiostationen gegen 5 der Beasley Broadcasting Group.
Im März 2016 gab die CBS-Führung bekannt, dass sie ihr Angebot ab 2017 auf das eigene Fernsehnetzwerk, den TV-Kabel- und Satellitenkanal „Showtime“ (SHO) und die Digitaldienste konzentrieren will. Den Angaben zufolge soll CBS Radio verkauft, ausgegliedert oder „getauscht“ werden.
2016 erklärte der CBS-CEO Leslie Moonves der Konzern werde seine Radiosparte verkaufen. Während der Mutterkonzern seinen Börsengang vorbereitete, wurde am 2. Februar 2017 bekannt gegeben, dass der konkurrierende Konzern Entercom die CBS Radio übernimmt. Dies führte zu der Situation, dass vormals konkurrierende Stationen wie beispielsweise auf dem Bostoner Radiomarkt die Sportstationen WEEI-FM (Entercom) und 98.5 The Sports Hub (CBS) zur gleichen Besitzerfamilie gehören.

## Bekannte Stationen
Zu den bekannteren Stationen von CBS Radio gehören:
- WINS New York City
- WNEW New York City
- WBZ Boston
- WOOD Grand Rapids, Michigan
- WCCO Minneapolis
- KFNQ Seattle (Sport)